# Line Renaud
Pour les articles homonymes, voir Ente et Renaud (homonymie).
Ne doit pas être confondu avec Madame Renaud.
Jacqueline Ente, dite Line Renaud, est une chanteuse, meneuse de revue et actrice française, née le 2 juillet 1928 à Nieppe (Nord) . 
Avec une carrière scénique et cinématographique commencée en 1943, marquée par de nombreux engagements politiques et humanitaires, elle est l'une des personnalités les plus présentes dans le paysage médiatique. Elle est d'ailleurs l'une des personnalités préférées des Français selon Le Journal du dimanche.
En plus de 80 ans de carrière, elle a tourné dans quatre-vingt-six films et téléfilms, a publié vingt-cinq albums (dont vingt-studios), ainsi que cent-quatorze singles (78 tours-45 tours). Elle a été à l'affiche de douze pièces de théâtre (dont trois en reprises), trois revues et a écrit ou co-écrit vingt ouvrages. Entre 1947 et 1989, soit pendant 42 ans, elle a sorti au moins un single par an sur le marché du disque français. Depuis 1991, sans interruption, elle apparaît au moins une fois par an dans un téléfilm pour la télévision française.

## Biographie

### Jeunesse et débuts (1928-1945)
Jacqueline Ente, naît le 2 juillet 1928 dans le quartier de Pont-de-Nieppe à Nieppe, dans le département du Nord.
Elle dit avoir commencé sa carrière à l'âge de douze ans en chantant La Madelon, debout sur un tonneau, dans le café tenu par sa grand-mère. Elle est marquée par l'absence de son père, alors prisonnier durant la Seconde Guerre mondiale.

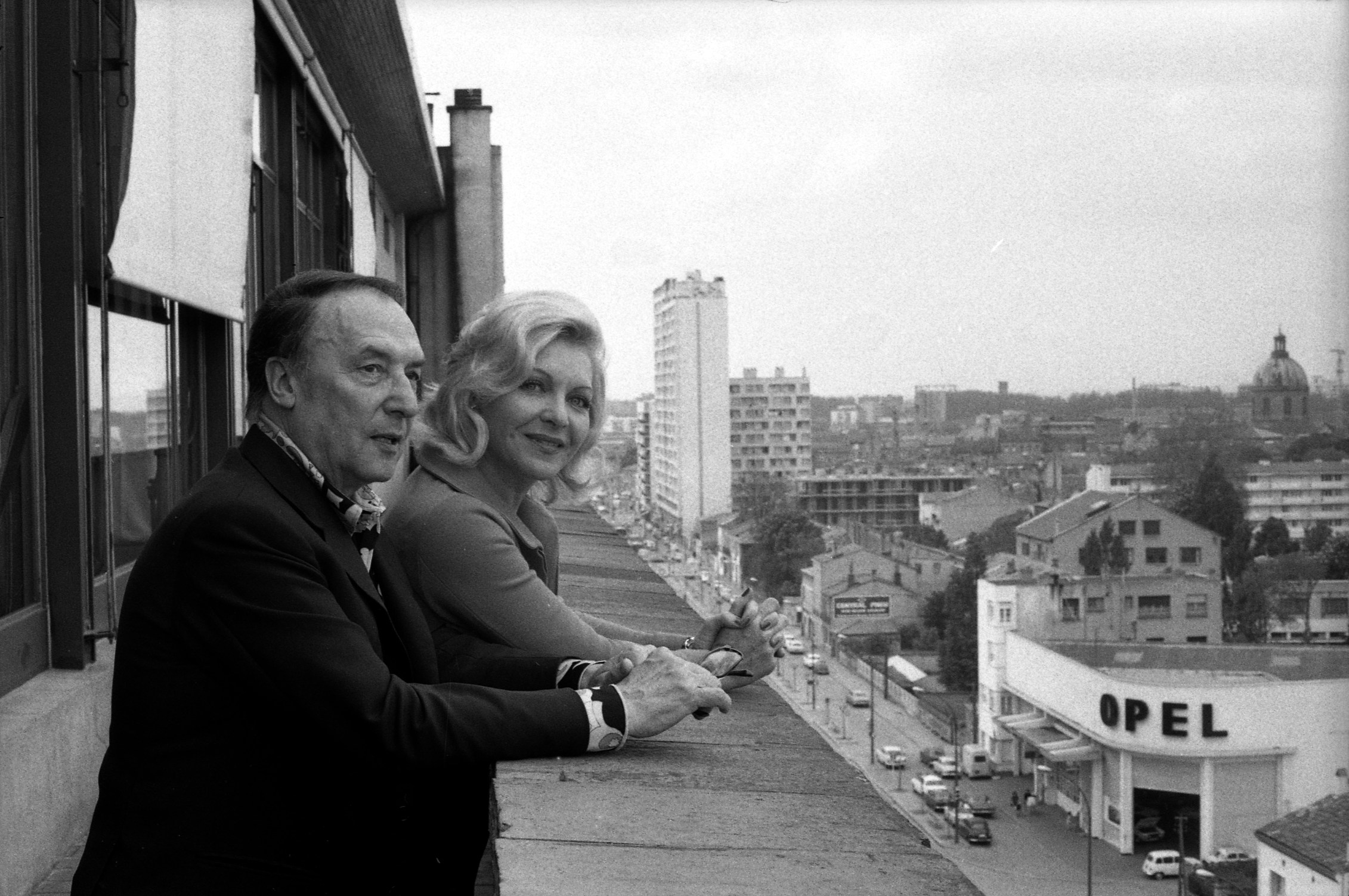
Line Renaud et son mari Loulou Gasté en 1972, à Toulouse.

Ayant échoué à 14 ans au certificat d'études primaires, elle est repérée lors du concours d'entrée au conservatoire de Lille : le soir même de son audition le directeur de Radio-Lille lui propose d'intégrer son orchestre ; elle s'y fait connaître sous le nom de Jacqueline Ray. Elle commence à travailler dans le music-hall à Paris en 1945, et décroche son premier engagement aux Folies-Belleville. Par l'intermédiaire de Josette Daydé, elle y rencontre le compositeur de chansons Loulou Gasté (1908-1995), de vingt ans plus âgé qu'elle, qui lui fait prendre un nom de scène. Elle choisit Renaud, empruntant à sa grand-mère Marguerite Renard son patronyme en changeant une lettre.

### Le succès populaire: entre chansons et cinéma (1946-1954)
Line Renaud débute en chantant dans les émissions du dimanche matin sur Radio Luxembourg au début de l'année 1946.
Engagée chez Pathé-Marconi la même année, elle produit ses deux premiers 78 tours l'année suivante avec Le complet gris et Il n'était pas sentimental. Manquant de reconnaissance populaire, elle accompagne alors le Tour de France, lors de sa première édition d'après-guerre et jusqu'en 1950. Présente dans la caravane précédant l'arrivée des coureurs, elle donne à chaque étape une représentation la rendant alors célèbre dans tout le pays. Elle commence au cinéma en 1946 dans La Foire aux chimères de Pierre Chenal, qui obtient plus de 2,3 millions d'entrées en France.
En 1947 elle enregistre Ma cabane au Canada, qui reçoit le Grand Prix du disque en 1949. Elle sort cette même année un second 78 tours, Autant en emporte le vent. Elle joue dans Une belle garce de Jacques Daroy, qui dépasse les 2 millions d'entrées en France.
L'année 1949 prolonge son succès discographique avec Bleu lavande et surtout Où vas-tu Basile ?. Elle se marie avec Loulou Gasté le 18 décembre 1950, ce dernier meurt en 1995 ; le couple n'a jamais eu d'enfant. À ce sujet, Line Renaud déclare en 2023 que cela « reste [s]on plus grand regret ». Cette même année la chanteuse obtient un nouveau succès populaire avec Étoile des neiges, créée par Jacques Hélian. Ce titre devient emblématique de la chanson traditionnelle, repris par André Claveau, parodié dans Les Bronzés font du ski, et connaissant une seconde jeunesse avec la reprise de Simon et les Modanais qui obtiendra un disque d'or. Elle produit également cette même année un nouveau 78 tours, Frou-frou, reprise de Berthe Sylva.
En 1951, elle produit quatre nouveaux 78 tours dont Les noces de Maria-Chapdelaine ou encore Le soleil sous l'horizon, tandis qu'elle est à l'affiche du film Au fil des ondes, qui obtient près de 1,3 million d'entrées en France. En 1952, la chanteuse tient un nouveau tube avec Ma p'tite folie, et sort également un autre 78 tours Les souliers neufs. Elle est à l'affiche du film musical-chorale Paris chante toujours, aux côtés de Tino Rossi et Édith Piaf (3,14 millions d'entrées), et est également présente dans le film Ils sont dans les vignes.
En 1953, la chanteuse obtient deux succès populaires avec Le Chien dans la vitrine (dont les aboiements avaient été émis par Roger Carel) et Mademoiselle from Armentières qui fut même distribué aux États-Unis. Elle enregistre un nouveau disque destiné au marché américain (Line Sings), tandis qu'elle sort son dernier 78 tours de l'année avec Les plus jolies choses de ma vie. Côté cinéma, elle obtient le succès en étant à l'affiche de trois nouveaux longs métrages : La Route du bonheur (plus de 2,7 millions d'entrées), Quitte ou double (plus de 2,1 millions d'entrées) et le film musical chorale Boum sur Paris (plus de 1,6 million d'entrées), aux côtés notamment de Juliette Gréco et Charles Trenet.
Elle chante en 1954 au Moulin-Rouge, faisant salle comble. Elle produit ses deux premiers albums 33 tours, qui retracent l'essentiel de ses succès. Line Renaud est aussi intégrée à la première compilation multi-artistes de Pathé-Marconi, Nos grandes vedettes chantent pour les jeunes. Après deux 78 tours ayant obtenu des succès d'estime (Je ne sais pas et Monsieur tout le monde), la chanteuse publie son premier 33 tours de chansons originales intitulé Je veux. Cependant, son succès attise la jalousie d'une autre chanteuse de la même maison de disques, Édith Piaf, qui fait alors pression sur le directeur pour pousser Line à ne plus enregistrer. C'est dans une interview de 2021 pour le média France Inter que Line Renaud explique que Piaf aurait essayé de nuire à sa carrière. En effet, Piaf aurait demandé que Line Renaud arrête sa carrière de chanteuse, bien que les deux femmes n'évoluent pas dans le même registre musical. D'après Line Renaud, elle avait « une revanche à prendre sur la vie [et elle] détestait les femmes plus jeunes et plus belles ». Toujours selon cette dernière, cette jalousie aurait été amplifiée par le fait que Piaf n'avait pas connu de succès musical depuis un certain temps.

### Départ pour les États-Unis et poursuite du succès (1954-1966)
Après avoir été découverte lors d'une représentation au Moulin-Rouge, elle se voit proposer par Bob Hope un contrat pour ses émissions et pour les États-Unis afin de chanter dans des palaces de New York et Los Angeles, et dans l'Ed Sullivan Show. La première a lieu le 1er février 1955 à l'Empire Room, cabaret du Waldorf Astoria. Elle est ainsi la première Française à paraître dans un show à la télévision américaine déjà en couleur. Elle chante en duo avec Dean Martin Relaxez-vous et Two Sleepy People. Fin 1955 elle est la première interprète française à reprendre une chanson Rock and Roll : Tweedle Dee de Lavern Baker.
La chanteuse n'oublie pas pour autant sa carrière en France, publiant plusieurs 45 tours tours dont Mambo Italiano, Luxembourg Polka, et surtout La Madelon qui devient un nouveau tube. Cette reprise d'une chanson populaire est tirée du film éponyme dont elle tient le premier rôle aux côtés de Jean Richard et Roger Pierre, sorti la même année, obtenant un grand succès avec près de 3,5 millions d'entrées en France. Elle sort ensuite son premier disque live, issu de son récital au Moulin-Rouge.
En 1956, tout en continuant sa carrière à la télévision américaine, elle obtient de nouveaux succès discographiques en France, en particulier avec Mister Banjo, puis Tango pour l'éléphant ou encore Pour toi. Plusieurs disques de Line Renaud sont désormais distribués en Espagne (Mon bonheur...). Elle obtient également sa première compilation personnelle. L'année suivante elle réitère son succès avec Les enchaînés, tout en sortant d'autres 45 tours tels que Buona Sera ou Il y a des anges. Elle tient le premier rôle dans Mademoiselle et son gang, qui réalise près d'un million d'entrées en France. Line Renaud fait sa première apparition à la télévision française réellement dans l’émission 36 chandelles en février 1957 à l’âge de 28 ans.
En 1958 elle entreprend plusieurs récitals à Londres, Madrid et Rome, tandis qu'elle sort un album en espagnol (Line canta en español), ainsi qu'une reprise de la chanson Irma la Douce, destinée au marché anglo-saxon. Elle tourne dans un film allemand Patricia de Harald Philipp, sans succès. En France, la chanteuse obtient un nouveau tube avec Que sera sera, également distribué en Espagne.
En 1959, elle devient meneuse de revue au Casino de Paris dans Plaisirs, mis en scène par Henri Varna. À près de trente ans elle défie la chronique en remettant ce genre au goût du jour, jouant à guichets fermés de 1959 à 1962. Cette même année elle sort cinq nouveaux 45 tours, dont un nouveau succès Fais ta prière, ainsi qu'un album tiré de sa revue. Elle est également à l'affiche de L'Increvable, aux côtés de Darry Cowl, Francis Blanche et Michel Galabru, qui réalise plus de 1,75 million d'entrées.
En janvier 1960, à l'issue d'une représentation au Casino de Paris, Elvis Presley lui offre un concert privé dans sa loge. Début mars 1960 elle est le numéro 17 des Sonorama, disques audio-livre pour Pathé-Marconi, tandis que sortent deux nouveaux 45 tours (Trop beau et Mi amor, mi amor). En avril 1960 elle est la marraine de Johnny Hallyday pour sa première apparition télévisée dans l'émission L'École des vedettes d'Aimée Mortimer. En 1961 elle apparaît dans la compilation allemande de chansons sur Paris, et sort deux nouveaux 45 tours, dont Relaxez-vous qu'elle a déjà chanté avec Dean Martin. L'année suivante elle propose deux singles pour le marché allemand dans la langue du pays, tout en sortant deux nouveaux titres en France dont Double Twist, s'essayant alors à cette mode.
Elle est engagée au Dunes, un casino de Las Vegas de 1963 et 1966. Son succès l'amène à fréquenter le gotha ou encore la jet set, de Frank Sinatra à Marlon Brando, en passant par Paul Anka ou encore Elizabeth Taylor. En 1965 elle rencontre Nate Jacobson, le patron du Cæsars Palace de Las Vegas, qui deviendra son amant pendant 18 ans,, elle participe par ailleurs à la création de cet hôtel-casino, (au niveau de la décoration de la salle de spectacle). En 1963 elle publie sa première autobiographie, puis sort une reprise allemande de I love You Because, tandis que les deux années suivantes ses sept 45 tours n'obtiennent pas les succès commerciaux d'antan (Ton ballon, Mon magicien…).
Elle publie un nouvel album en 1964, Billboard de mon cœur, ainsi qu'un second disque live Line Renaud at Las Vegas destiné au marché franco-américain. En 1965 elle sort la chanson Mary Ann, puis l'année suivante Etrangers au paradis (une reprise de Strangers in the Night). Lassée de sa vie à Las Vegas, la chanteuse ne souhaite pas reconduire sa revue et décide d'en mener une nouvelle au Casino de Paris, Désirs de Paris. Celle-ci sera présentée en avant-première à l'inauguration du Caesars Palace en 1966.

### Le retour en France: la continuité du succès de la revue et la diversification des activités (1966-1980)
De 1966 à 1968, Line Renaud mène à guichets fermés sa revue Désirs de Paris au Casino de Paris. Elle produit également plusieurs nouveaux 45 tours tels que Partir en 1967, La la la song en 1968 ou Rose de mai ou encore Une poussière dans le cœur en 1969. Passée chez CBS après Vogue, elle publie un 45 tours plus remarqué en 1969, Pourvu qu'on s'aime, puis Quand tu n'es pas là et Merci beaucoup en 1970. Elle fait également partie de la compilation Chansons de Paris produite par EMI, la même année.
En 1971 elle sort un nouveau disque à destination des États-Unis, Good bye my souvenirs, tandis que son 45 tours français passe inaperçu. Elle présente à la télévision l'émission Line directe de 1971 à 1975. En 1972, la chanteuse renoue avec un certain succès pour Bye-bye. L'année suivante sort un nouvel album 33 tours, L'album d'or, ainsi que deux 45 tours. Dès 1972-1973 elle est productrice de spectacles, engageant Tony Bennett pour le Kings Castle de Las Vegas. En 1974 elle sort le titre Quinze ans, puis l'année suivante deux nouveaux 45 tours.
En 1976 la meneuse de revue reprend du service pour Paris Line, qui obtient un grand succès pendant quatre ans au Casino de Paris. Elle en produit un 33 tours éponyme la même année. Après un titre passé inaperçu en 1977 la chanteuse obtient un nouveau succès avec la reprise de Barry Manilow, Copacabana. L'année suivante la chanteuse sort un disque pour Noël puis, en 1980, Ne reste que l'amour.
Tout au long des années 1970, puis de la décennie suivante, elle devient la cible récurrente de Thierry Le Luron, premier imitateur à connaître un succès national (qui deviendra son ami) puis des nombreux successeurs de celui-ci, en raison de sa longévité dans le métier et les médias.

### Une nouvelle carrière de comédienne de théâtre et la multiplication de ses engagements (1981-1989)

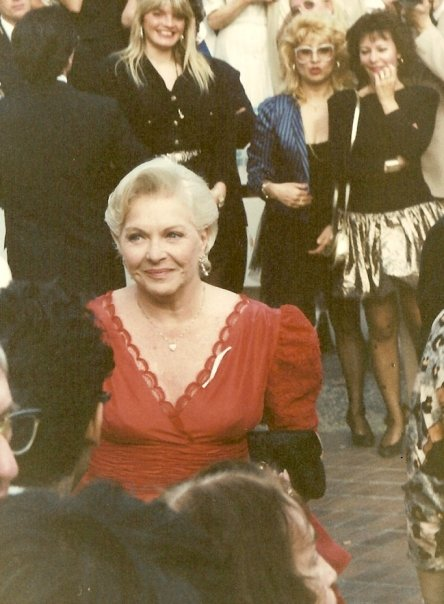
Line Renaud au festival de Cannes 1989.

Durant les années 1980 elle produit le show télévisé Telle est Line sur Antenne 2.
En 1981 elle débute au théâtre en reprenant le rôle de Jacqueline Maillan dans Folle Amanda au Théâtre des Nouveautés. Le succès est au rendez-vous, débouchant sur une grande tournée et de nombreuses prolongations de 1981 à 1984. Elle garde son rôle pour l'adaptation de celle-ci dans sa version américaine, The Incomparable Loulou, présentée à Miami de 1985 à 1986. Côté musique, ses sorties se font plus discrètes avec en 1981 le 45 tours USA Los Angeles,  Loulou en 1983. En 1985 elle enregistre un nouveau disque en anglais, Dream of man.
La même année elle aide à l'importation du Sidaction, aux côtés d'Elizabeth Taylor et Pierre Bergé. Alors que c'est d'abord organisé comme un gala de charité, elle reçoit de nombreuses lettres d'insultes pour cet engagement, tandis qu'elle devient vice-présidente de l'association créée l'année suivante. De nombreuses personnalités participent aux émissions et projets, dont Madonna et Elton John.
En 1987 elle publie un album consacré aux chansons de Noël, puis en 1988 aide son ami Charles Aznavour à la conception du disque caritatif Pour toi Arménie, dont elle est l'une des voix.
En 1989 elle publie une nouvelle biographie et revient au cinéma après trente ans d'absence dans La Folle Journée ou le Mariage de Figaro. Elle est également invitée au bicentenaire de la Révolution Française à Las Vegas.

### Comédienne et actrice au succès populaire, étendue de ses activités (1990-2010)
Dans les années 1990, alors que l'hôtel-casino Paris Las Vegas est en projet, elle contacte le maire de Paris Jean Tiberi afin qu'il autorise la construction d'une réplique de la tour Eiffel sur le bâtiment.

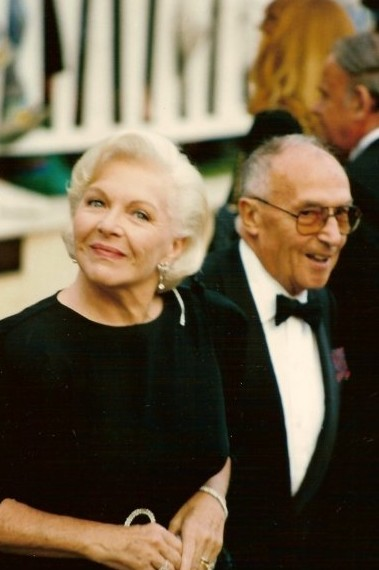
Line Renaud avec son époux Loulou Gasté, au Festival de Cannes 1990.

Elle commence une carrière de comédienne de télévision dans une série américaine, The sands of time de Sidney Shelton en 1990. Cette même année elle obtient un rôle dans le film Ripoux contre ripoux (près de 3 millions d'entrées). Elle est également présente au Festival de Cannes cette année-là. En 1991 elle revient au théâtre avec succès au Théâtre de la Michodière pour Pleins feux. En 1992 et 1993 elle est à l'affiche de deux nouvelles séries : Memories of midnight avec Jane Seymour pour les États-Unis, puis Polly West est de retour avec Roger Carel.
En 1994 elle participe à deux nouveaux téléfilms (Les filles du Lido et Rendez moi ma fille). Elle est également à l'affiche du film de Claire Denis, J'ai pas sommeil, pour laquelle elle est pour la première fois nommée aux César. L'année suivante elle est dans Ma femme me quitte, puis L'embellie pour la télévision. Son mari, Loulou Gasté, décède en ce début d'année 1995.
En 1996 elle publie un livre sur sa mère et retrouve les planches pour une deuxième saison de La visite de la vieille dame, débutée l'année précédente, et écrit par Friedrich Dürrenmatt. En 1997 et 1998 elle est à l'affiche de deux téléfilms, puis en 1999 de Roule Routier, et du long métrage Belle Maman aux côtés de Catherine Deneuve. Pour ce film elle est une nouvelle fois nommée aux César, comme meilleur second rôle, tandis que le film obtient plus de 1,25 million d'entrées. Elle devient directrice artistique de l'établissement Paris Las Vegas et convie Catherine Deneuve et Charles Aznavour pour l'inauguration en 1999, chantant par ailleurs sur scène avec Michel Legrand.
En 2001, elle est dans le film Chaos, et nommée pour la troisième fois aux César. On la retrouve à la télévision pour Tous les chagrins se ressemblent, puis au théâtre en 2002 pour Poste restante. Dès lors elle est à l'affiche de plusieurs téléfilms par an, dont en 2004 Suzie Berton, obtenant un prix au Festival de Luchon. Elle est également dans plusieurs films d'auteurs dont ceux de Claude Lelouch et Coline Serreau. En 2005 elle est dans le casting de la nouvelle version des Rois maudits par Josée Dayan, avec notamment Jeanne Moreau. De 2004 à 2008 elle a tourné dans douze téléfilms ou mini-séries.
En 2006, elle collabore une première fois avec Dany Boon, pour La Maison du bonheur  En 2007 elle obtient un grand succès au théâtre avec Muriel Robin avec Fugueuses, diffusé sur France 2 la même année et apparaît dans le téléfilm Les Sœurs Robin, inspiré du roman d'Yves Viollier, avec Danièle Lebrun.
En 2008, à 80 ans, elle est l'une des têtes d'affiche de Bienvenue chez les Ch'tis, qui obtient plus de 20 millions d'entrées en France et devient le plus grand succès de tous les temps pour un film français.
Elle est membre du comité de parrainage de la Coordination française pour la Décennie de la culture de paix et de non-violence. Fin 2009 elle s'associe aux critiques de Pierre Bergé contre le Téléthon. Elle est également engagée auprès de l'Association pour le droit de mourir dans la dignité, dont elle est membre du comité décisionnaire. Elle fait partie depuis plusieurs années des personnalités préférées des Français, selon Le Journal du dimanche. De 2009 à 2010 elle est au théâtre pour la pièce Très chère Mathilde.

### Un retour inattendu à la chanson et la poursuite d'une carrière éclectique jalonnée d'engagements (depuis 2010)
Après trente ans d'absence Line Renaud revient à la chanson et enregistre un nouvel album signé chez Warner Music Group, intitulé Rue Washington (en référence au studio d'enregistrement Labomatic situé dans cette rue). Réalisé par Dominique Blanc-Francard, l'opus inclut deux duos : un avec Johnny Hallyday, Un monde merveilleux (reprise en français de What a Wonderful World), et un avec Mylène Farmer, C'est pas l'heure. Collaborent entre autres à ce projet : Julien Clerc, Christophe Maé, Grand Corps Malade, Marc Lavoine, Michel Delpech, Salvatore Adamo, ou encore Alain Chamfort. Le titre Les Torrents d'amour est extrait de l'album, qui se classe à la 24e place des ventes à sa sortie en novembre 2010, et reçoit un disque d'or l'année suivante.

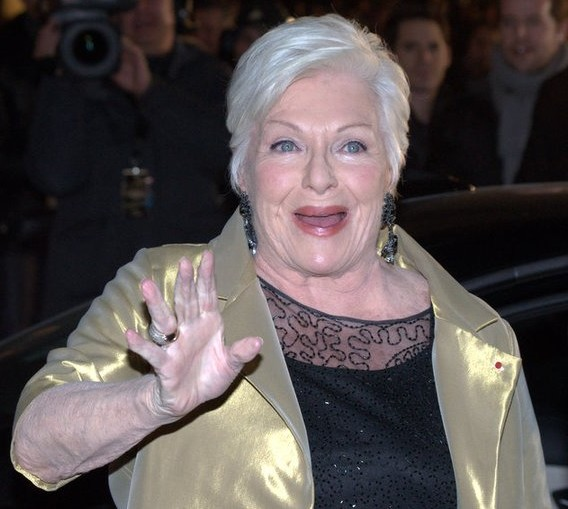
Line Renaud en 2011.

Les 24 et 25 mai 2011 Line Renaud est en concert pour la première fois à l'Olympia, à guichets fermés. En 2012 elle est de nouveau sur scène pour Harold et Maude mis en scène par Ladislas Chollat.
Elle publie un nouveau livre de souvenirs en 2013, et continue de tourner plusieurs téléfilms et séries. En 2015, elle est l'une des premières à accepter de tourner dans la série de son ami et agent Dominique Besnehard, Dix pour cent, puis Commissaire Magellan l'année suivante.
En octobre 2017 elle inaugure une rue portant son nom à Las Vegas. La voie, située à proximité du Strip, permet d'accéder à une entrée secondaire du casino Caesars Palace. La « Line Renaud Road » se trouve non loin des rues portant les noms de ses amis Frank Sinatra et Dean Martin. Cette même année elle sort un nouveau livre puis reprend son rôle dans la pièce Pleins Feux, à l'âge de 89 ans.
L'année suivante, elle obtient un nouveau prime pour son anniversaire sur France 2, Bon Anniversaire Line, qui réunit près de 3 millions de téléspectateurs. Elle est également à l'affiche d'un nouveau succès populaire au cinéma, avec La Ch'tite Famille et ses 5,5 millions d'entrées.
En 2019, elle est Huguette dans le téléfilm du même nom diffusé sur Arte, pour lequel elle obtient une récompense et un succès d'audience important, avec plus de 2 millions de téléspectateurs. Elle retrouve le chemin des studios pour tourner dans le téléfilm de Muriel Robin, I Love You coiffure, qui obtient un gros succès d'audience sur TF1 avec plus de 7,7 millions de téléspectateurs.
Elle devient l'artiste la plus âgée de la scène musicale française à la mort de Juliette Gréco survenue en septembre 2020 ; suivent ensuite Marcel Amont (mort en 2023) et Hugues Aufray.
En 2021, elle est à l'affiche d'un nouveau téléfilm, de la série Meurtres à... pour France 3. La même année elle obtient un nouveau prime en hommage à son action pour le Sidaction depuis plus de 35 ans, sur France 2. Elle est également à l'affiche d'un téléfilm, Le Squat, où elle apparaît aux côtés de Laëtitia Milot.
Elle est annoncée au casting du prochain long métrage de Dany Boon, Le Palmier.
Le 14 juillet 2022, elle est élevée au rang de grand-croix de la Légion d'honneur.
En juin 2023, elle annonce interpréter son propre rôle dans la mini-série Ça, c'est Paris ! avec Dominique Besnehard, sur l'univers du cabaret parisien. Cette même année, la mairie de Paris annonce la création d'un jardin proche des Champs-Élysées au nom de l'artiste. Hommage rarissime, le jardin des ambassadeurs Line Renaud - Artiste et Humaniste - est inauguré en sa présence le 03 octobre 2023.
En 2024, elle préside pour la trentième année consécutive la soirée du Sidaction et participe au documentaire Libération(s) dans la joie et la douleur à l'occasion du quatre-vingtième anniversaire de la Libération de la France.                                          Aussi, le 22 juin 2024, elle inaugure la place Line Renaud dans sa ville de Rueil-Malmaison où elle habite depuis 1948.
En 2025, elle est à l'affiche de Résistantes, téléfilm de Renaud Bertrand pour France 2, diffusé la veille de la commémoration pour les 80 ans du 08 mai 1945.                                    
Le 12 mai 2025, elle fait don à l’État français de l’ensemble de ses archives personnelles ainsi que de celles de son époux, le compositeur Louis Gasté. Ce fonds, remis aux Archives nationales, est salué comme un patrimoine unique par le Ministère de la Culture, qui organise à cette occasion une cérémonie officielle.

## Activités annexes

### Culturelles
- 2002-2010 : membre du conseil d'administration de la fondation franco-japonaise Sasakawa.

### Éditoriales
- Depuis 1996 : directrice des Éditions Loulou Gasté.

### Humanitaires
- Depuis 1994 : cofondatrice et vice-présidente de l'association Sidaction.
- Depuis 2007 : membre du comité de parrainage de la Coordination française pour la Décennie de la culture de paix et de non-violence.
- 2017 : marraine de l'ADMD Tour (Association pour le droit de mourir dans la dignité)
- Depuis 2018 : présidente du Fonds de Dotation Line Renaud - Loulou Gasté, destiné à la recherche médicale.

### Politique
Proche de Jacques Chirac, pour lequel elle chante dans des meetings du RPR (« Avec le RPR, il fera beau demain », dit-elle notamment lors d'un meeting électoral), elle ne s'engage pourtant pas en faveur de Nicolas Sarkozy à l'élection présidentielle de 2007. Aux élections municipales de 2008 à Paris, elle soutient Bertrand Delanoë.
Elle soutient le candidat En marche ! Emmanuel Macron à l'élection présidentielle de 2017. Elle est présente à la brasserie La Rotonde, où le candidat fête sa qualification pour le second tour.
Aux élections régionales de 2021 en Île-de-France, elle soutient la présidente sortante Valérie Pécresse.

## Discographie

### Albums studio
- 1949 : Ma cabane au Canada/Autant en emporte le vent
- 1950 : Etoile des neiges/Les noces de Maria Chapdelaine
- 1951 : Mon coeur au Portugal/Gwendolina
- 1952 : Mon petit bonhomme de chemin / Où vas-tu Basile ?
- 1952 : Mademoiselle from Armentières / Tire l'aiguille
- 1953 : Ma p'tite folie / Le Soir
- 1953 : With love/Moulin Rouge
- 1954 : Je veux / Mon bonheur
- 1955 : Les Succès de Line Renaud
- 1955 : Mister banjo / Tango de l'éléphant
- 1956 : Line Renaud's Paris
- 1956 : Line Renaud chante 14 belles chansons
- 1957 : Reveillon no Estoril com Line Renaud
- 1964 : Avec des fleurs
- 1969 : Line Renaud's in Love
- 1972 : Où es le marié ?
- 1973 : L'Album d'or
- 1979 : Line chante Line Renaud
- 2010 : Rue Washington

#### En public
- 1956 : Line Renaud au Moulin Rouge (live)
- 1959 : Line Renaud au Casino de Paris dans Plaisirs (revue)
- 1966 : Line Renaud au Casino de Paris dans Désirs de Paris (revue)
- 1976 : Parisline: Une super revue au Casino de Paris (revue)
- 1997 : Line de Paris (revue)
- 2011 : Un soir de mai à l'Olympia (live)

#### Singles (78T/45T)
- 1947 : Si j'avais la chance/Le complet gris
- 1947 : Au p'tit bonheur la chance/Il n'était pas sentimental
- 1948 : Ma cabane au Canada/Pour la bonne raison
- 1948 : Linda/Autant en emporte le vent
- 1949 : Où vas-tu Basile ?/ Mon coeur balance
- 1949 : Bleu lavande/Do et mi
- 1950 : Etoile des neiges/Au petit bonheur la chance
- 1950 : Quand l'amour meurt/Frou-frou
- 1950 : Mon coeur pleure pour vous/Le jupon de Lison
- 1951 : Un oiseau chante/Un p'tit bas
- 1951 : Ni pourquoi, ni comment/Les noces de Maria Chaptelaine
- 1951 : Mon faible coeur/Le soleil sur l'horizon
- 1952 : Barbe Bleue/Cent pour cent
- 1952 : Son coeur est amoureux/La petite amazone
- 1952 : Mon coeur au Portugal/Gwendolina
- 1953 : Ma p'tite folie/Le soir
- 1953 : Mademoiselle from Armentières/Tes yeux bleus
- 1953 : Bouclette/Les souliers neufs
- 1953 : Confessions/Les plus jolies choses de ma vie
- 1953 : Flamenco love/I'd love to fall asleep
- 1954 : Printemps d'Alsace/Le chien dans la vitrine
- 1954 : Je ne sais pas/L'amour de ma vie
- 1954 : Pam, pou, dé/Monsieur tout le monde
- 1954 : Caravane dans la nuit/ Ces petites choses-là
- 1955 : Je veux, je ne sais pas/Mon bonheur
- 1955 : Luxembourg Polka/Protège-moi dans la nuit
- 1955 : La Madelon/ A la claire Fontaine
- 1955 : Pour toi/Que sera-sera
- 1956 : Mambo Italiano
- 1956 : Le bal aux Baléares
- 1956 : Mister Banjo
- 1956 : Relax-ay-voo
- 1957 : Tweedle Dee
- 1957 : Les souvenirs sont faits de ça
- 1957 : Mambo bacan
- 1957 : Jalousie
- 1958 : Pour toi
- 1958 : Une voix d'homme
- 1958 : Les enchaînés
- 1958 : En dansant le cha-cha
- 1958 : Le trèfle à 4 feuilles
- 1959 : Buona Sera
- 1959 : Il y a des anges
- 1959 : Irma la Douce
- 1959 : Un jour tu verras
- 1959 : A Paris
- 1960 : Qu'est-ce que j'ai fait dis-moi ?
- 1960 : Seize ans
- 1960 : Dis, oh! Dis...
- 1960 : Ciao ciao Bambina
- 1960 : Tire l'aiguille
- 1961 : Jérémy
- 1961 : C'est l'amour
- 1961 : Tom Dooley
- 1961 : Amour d'été
- 1961 : Seize ans
- 1962 : Mi amor, mi amor
- 1962 : C'est là pour ça
- 1962 : El paso cha-cha
- 1962 : La môme whisky
- 1963 : En vacances en Italie
- 1963 : Double twist
- 1963 : Tilt
- 1963 : Viva Cuba
- 1963 : Un jour, tu me reviendras
- 1964 : Adonis
- 1964 : Ton ballon
- 1964 : Billboard de mon coeur
- 1964 : My body
- 1965 : Mon magicien
- 1965 : Mary-Ann
- 1965 : Les souvenirs qu'on a pas eus
- 1965 : Wedding ding-dong
- 1966 : Hurrah Nevada
- 1966 : Hier est passé
- 1966 : C'est fou
- 1967 : Etrangers dans la nuit
- 1967 : Partir
- 1967 : Juste la la la
- 1968 : La maison avec toi
- 1968 : L'étrange voyage
- 1969 : Rose de mai
- 1969 : Pourvu qu'on s'aime
- 1970 : Laisse ton coeur au parking
- 1970 : Quand tu n'es pas là
- 1971 : Merci beaucoup
- 1971 : Goodbye my souvenirs
- 1972 : J'ai vu maman embrasser le Père Noël
- 1972 : Chante la joie
- 1973 : Bye-Bye
- 1973 : Louie, Louie
- 1974 : Quel coup au coeur
- 1974 : Quinze ans
- 1975 : Soleil dans la tête
- 1975 : J'aime la pluie
- 1976 : Le dimanche matin
- 1976 : Dixie Lady
- 1977 : L'homme qui voulait voler
- 1978 : Copacabana
- 1978 : Bananas Island
- 1979 : Trudie
- 1980 : Ne reste que l'amour
- 1981 : USA Los Angeles
- 1982 : Une poussière dans le coeur
- 1983 : Américaine ou parisienne
- 1984 : Loulou
- 1985 : Dream of a man
- 1986 : Belle nuit
- 1987 : Partir
- 1988 : Hier est passé
- 1989 : Pour toi Arménie
- 1995 : Merci Loulou
- 1999 : Belle maman
- 2010 : Rue Washington

### Chansons
Les titres en gras sont ceux de ses plus grands succès.

## Box-office en France
Quinze des films dans lesquels est présente Line Renaud ont dépassé le million d'entrées. Elle compte également deux films à plus de 5 millions d'entrées.
Elle fait partie du casting du deuxième film ayant fait le plus d'entrées en France.
Elle comptabilise plus de 56 millions d'entrées dans l'Hexagone, ce qui en fait une comédienne très populaire sur plusieurs dizaines d'années de présence.
| Bienvenue chez les Ch'tis                | Dany Boon          | 2008 | 20 489 303 |
| La Ch'tite Famille                       | Dany Boon          | 2018 | 5 626 049  |
| La Madelon                               | Jean Boyer         | 1955 | 3 473 616  |
| Ripoux contre ripoux                     | Claude Zidi        | 1990 | 2 917 115  |
| La Route du bonheur                      | Maurice Labro      | 1953 | 2 712 791  |
| La Foire aux chimères                    | Pierre Chenal      | 1946 | 2 314 912  |
| Une belle garce                          | Jacques Daroy      | 1948 | 2 065 631  |
| L'Increvable                             | Jean Boyer         | 1959 | 1 753 888  |
| Boum sur Paris                           | Maurice de Canonge | 1954 | 1 663 858  |
| 18 ans après                             | Coline Serreau     | 2003 | 1 552 538  |
| Quitte ou double                         | Robert Vernay      | 1953 | 1 535 111  |
| Au fil des ondes                         | Pierre Gautherin   | 1951 | 1 287 736  |
| Belle Maman                              | Gabriel Aghion     | 1999 | 1 257 317  |
| Chaos                                    | Coline Serreau     | 2001 | 1 182 802  |
| La Maison du bonheur                     | Dany Boon          | 2006 | 1 146 962  |
| Mademoiselle et son gang                 | Jean Boyer         | 1957 | 942 037    |
| La Croisière                             | Pascale Pouzadoux  | 2011 | 673 307    |
| Ils sont dans les vignes                 | Robert Vernay      | 1952 | 671 852    |
| L'Apprenti Père Noël                     | Luc Vinciguerra    | 2010 | 595 760    |
| Une belle course                         | Christian Carion   | 2022 | 459 792    |
| Le Courage d'aimer                       | Claude Lelouch     | 2005 | 427 790    |
| Paris chante toujours                    | Pierre Montazel    | 1952 | 417 352    |
| Let's Dance                              | Ladislas Chollat   | 2019 | 403 931    |
| Un tour chez ma fille                    | Éric Lavaine       | 2021 | 385 862    |
| Ma femme me quitte                       | Didier Kaminka     | 1995 | 200 088    |
| La Folle Journée ou le Mariage de Figaro | Roger Coggio       | 1989 | 105 820    |
| J'ai pas sommeil                         | Claire Denis       | 1994 | 52 453     |
| Doggy Bag                                | Frédéric Comtet    | 1999 | 34 000     |
|                                          | TOTAL              |      | 56 349 683 |

## Théâtre
- 1981 : Folle Amanda de Pierre Barillet et Jean-Pierre Gredy, mise en scène René Clermont, avec Pierre Hatet, Pierre Mirat, tournée France, Suisse, Belgique
- 1982 : Folle Amanda de Pierre Barillet et Jean-Pierre Gredy, mise en scène René Clermont, Théâtre des Nouveautés, Paris
- 1986 : The Incomparable Loulou, version anglaise de Folle Amanda, mise en scène Charles Nelson-Reilly, Théâtre, Miami
- 1991 : Pleins feux de Mary Orr, mise en scène Éric Civanyan, Théâtre de la Michodière, Paris
- 1995 : La Visite de la vieille dame de Friedrich Dürrenmatt, mise en scène Régis Santon, Théâtre des Célestins, Lyon
- 1996 : La Visite de la vieille dame de Friedrich Dürrenmatt, mise en scène Régis Santon, Théâtre du Palais-Royal, Paris
- 2002 : Poste restante de Noël Coward, mise en scène Daniel Roussel, Théâtre du Palais-Royal, Paris
- 2007 : Fugueuses de Pierre Palmade et Christophe Duthuron, mise en scène Christophe Duthuron, Théâtre des Variétés. Ultime représentation en direct sur France 2 le 5 janvier 2008.
- 2009 : Très chère Mathilde d'Israël Horovitz, mise en scène Ladislas Chollat, Théâtre Marigny, Paris
- 2010 : Très chère Mathilde d'Israël Horovitz, mise en scène Ladislas Chollat, tournée en France, Suisse, Belgique et Luxembourg
- 2012 : Harold et Maude de Colin Higgins, mise en scène Ladislas Chollat, Théâtre Antoine-Simone Berriau, Paris
- 2013 : Harold et Maude de Colin Higgins, mise en scène Ladislas Chollat, tournée en France, Suisse, Belgique et Luxembourg
- 2017 : Pleins feux de Mary Orr, mise en scène Ladislas Chollat, Théâtre Hébertot. Ultime représentation diffusée en direct sur France 2 le 7 février 2017

## Publications
- Bonsoir mes souvenirs, Flammarion, 1963
- Les brumes d'où je viens, Éditions no 1, 1989
- Maman, Éditions du Rocher, 1996
- Loulou, envoie-moi un arc-en-ciel, Anne Carrière, 2002
- Les rencontres de ma vie, Éditions du chêne, 2008
- Et mes secrets aussi, coécrit avec Bernard Stora, R. Laffont, 2013
- Une drôle d'histoire, coécrit avec Bernard Stora, R. Laffont, 2017
- Mes années Las Vegas, coécrit avec David Lelait-Helo, Éditions de la Martinière, 2018
- En toute confidence, coécrit avec Bernard Stora, Denoël, 2020[60]
- Les aventures de Super Linette - Super Linette au pays des roses, coécrit avec David Lelait-Helo, illustré par Lelapain, Éditions du dragon d'or, 2021
- Les aventures de Super Linette - Super Linette à Hollywood, coécrit avec David Lelait-Helo, illustré par Lelapain, Éditions du dragon d'or, 2021
- Les aventures de Super Linette - Super Linette au pays du Père Noël, coécrit avec David Lelait-Helo, illustré par Lelapain, Éditions du dragon d'or, 2021
- Line Renaud, Une vie de comédie, coécrit avec Jeremy Picard, préface de Dominique Besnehard, Hugo Publishing, 2022
- Merci la vie, avec David Lelait-Helo, Robert Laffont, 2024

### Préfaces
- Mistinguett: la légende du music-hall - André Bernard, Omnibnus, 2014
- Elvis - Jean-Marie Pouzenc - Booker, 2019
- Cent pour cent écolo - Cyril Van Eeckoute - STU, 2020
- Johnny: une vie de concerts à travers la France - Gilbert Hocq - La Voix Edition, 2021
- Dalida, le mal d'aimer - David Lelait-Helo - Archipoche, 2022
- La fille du maître brasseur - Marie-Paul Armand - Poches, 2023
- Le serment de Berne - Jean-Luc Romero-Michel - L'Archipel, 2023

## Distinctions

### Décorations
- Grand-croix de la Légion d'honneur (2022)[61] (grand officier en 2013[62], commandeur en 2002, officier en 1994, chevalier en 1974[63]).
- Grand-croix de l'ordre national du Mérite en 2016[64] (grand officier en 2008[65]).
- Commandeur de l'ordre des Arts et des Lettres en 1996[66].

### Autres
- Grande médaille d'or de la Société d'encouragement au progrès (2013) ;
- Humanitarian Award de la Global Gift Foundation (2016)[67].
- Étoile européenne du dévouement civil et militaire[68]

### Honneurs
- 1952 : citoyenne d'honneur des Îles Baléares, à l'occasion de la sortie de la version espagnole de la chanson Le bal aux Baléares (Bolero Baleares) ;
- 2005 : Étoile sur le Las Vegas Walk of Stars ;
- 2009 : présidente du jury de l'élection de Miss France 2009 ;
- 2010 : présidente de la 24e nuit des Molières ;
- 2013 : présidente d'honneur du 24e festival du film britannique de Dinard ;
- 2013 : inauguration de la rue « Line-Renaud - Loulou-Gasté » à Antibes[30] et remise de la médaille de la ville ;
- 2013 : distinction numérique de l'INA ;
- 2016 : inauguration du passage Line-Renaud à Armentières[30] ;
- 2017 : inauguration de la rue Line-Renaud (Line Renaud Road) à Las Vegas[30] ;
- 2018 : médaille de la Ville de Paris, échelon Vermeil ;
- 2018 : instauration du 2 juillet comme le « Line Renaud Day » à Las Vegas (proclamation de Carolyn Goodman, maire de la ville, à l'occasion du 90e anniversaire de l'artiste) ;
- 2018 : marraine de la 5e édition du festival du film francophone à Brides-les-Bains[69] ;
- 2018 : présidente du jury de l'élection de Miss France 2019 ;
- 2019 : citoyenne d'honneur du Nevada[70] ;
- 2019 : prix de la femme la plus optimiste de France ;
- 2022 : inauguration de l'institut Line-Renaud, centre de soins et de support, rattaché à l'hôpital Foch de Suresnes ;
- 2023 : une partie des jardins des Champs-Élysées, attenante à la place de la Concorde, prend le nom de « jardin des Ambassadeurs - Line-Renaud »[71].
- 2024 : inauguration de la place Line-Renaud, à Rueil-Malmaison[72].

### Récompenses
- Académie Charles-Cros 1949 et 1950 : Grand prix du disque pour la chanson Ma cabane au Canada.
- Prix Prestige de la France 1955 pour le film La Madelon.
- Grand prix international Stan Kenton 1957 pour la chanson du film Le Feu aux poudres.
- Archange 1982 : meilleure comédienne pour Folle Amanda[73].
- 1986 : Prix de la meilleure comédienne de la saison à Miami pour The Incomparable Loulou.
- festival de Luchon 2004 : Prix d’interprétation féminine pour Suzie Berton.
- 2005 : Disque de diamant pour l'ensemble de sa carrière, remis par Johnny Hallyday.
- Prix Raimu 2007 : Prix public pour la pièce Fugueuses[74].
- 2011 : Disque d'or pour Rue Washington.
- Laurier de l'Audiovisuel 2020 : Interprétation féminine pour Huguette
- Festival du film de Pékin (Chine) 2023 : Meilleure Actrice pour Une belle course

### Nominations
- César 1995 : César de la meilleure actrice dans un second rôle pour J'ai pas sommeil
- César 2000 : Meilleure actrice dans un second rôle pour Belle Maman
- César 2002 : Meilleure actrice dans un second rôle pour Chaos
- Brutus du Cinéma 2009 : Meilleure participation exceptionnelle pour Bienvenue chez les Ch'tis